# 鹿児島県立開陽高等学校
鹿児島県立開陽高等学校（かごしまけんりつ かいようこうとうがっこう 英語: Kaiyo High School）は、鹿児島県鹿児島市西谷山一丁目にある県立単位制高等学校。
鹿児島県の公立高等学校で唯一の通信制があり、定時制も県本土部では唯一である。全日制普通科もあるが単位制のため全県学区である。全日制、定時制とも1コマ90分の授業を行なっている。

## 設置学科
- 全日制　
  - 普通科
  - 福祉科
- 定時制
授業は午後〜夜間の時間帯に行われる。
  - 普通科
  - オフィス情報科
- 通信制　
  - 普通科
遠隔、離島地域の便宜をはかるため、頴娃、川辺、川内、出水工業、大口、志布志、鹿屋、種子島、屋久島、大島、喜界、徳之島、沖永良部、与論の県立14高校がスクーリング、定期試験の協力校となっている。
  - 衛生看護科 
技能連携校の肝付町立高山准看護学校への入学が必要。

## 来歴
- 2000年4月、鹿児島県初の定時制・通信制を持つ単位制高校として、鹿児島市下伊敷に開校。
- 2003年より全日制課程を新設して三課程になり、同時に校舎を上福元町へ移転。

## 特色
- 「自己責任・自己管理」のモットーのもとに、細かな校則は定められておらず、髪型・服装などは基本的に自由である（ただし、ピンヒールは床を傷めるため禁止されている）。アルバイトも学業に支障のない範囲で許可される。
- 1回の授業は90分となっており、一般的な高校のおよそ2倍の時間である。1日の授業は3限から4限となっている。
- 学年という概念はなく、入学年次、中間年次、卒業年次の3つに分けられる。新入生と卒業見込みの生徒以外はすべて中間年次となるが、まれに中間年次から卒業者が出ることもある。

## 募集要項
- 全日制・定時制：4つに分かれる。
  - 1期：推薦〔一般[学校]・自己〕入学選抜（学校推薦/作文・面接）(自己推薦/自己アピール・面接対話)
  - 2期：公立高校選抜試験（いわゆる一般受験）（5教科受験・面接）
  - 3期：転編入者等選抜試験（国・数・英、面接）
  - 4期：後期入学選抜試験（作文、面接）
- 通信制：前期・後期に分かれ、転入学は作文と面接、新入学・編入学は書類選考を行う。
- 全日制・定時制の1期、2期は他の公立高校と同じ、1～3期は4月入学、4期は10月入学。

## 募集定員
- 全日制
  - 普通科　160人
  - 福祉科　40人
- 定時制
  - 普通科　80人
  - オフィス情報科　40人
- 通信制　定員なし